# ボリス・シボー
ボリス・オシポヴィチ・シボー（ロシア語: Борис Осипович Сибор；ラテン文字転写:Boris Osipovich Sibor, 1880年6月9日 - 1961年7月29日）は、ソビエト連邦のヴァイオリニスト。本名はリフシツ(ロシア語: Лифшиц)。

## 略歴
1980年、ロシア帝国・トルジョークに生まれた。ヴァイオリンをレオポルド・アウアーについて学び、1904年からコンサート活動を始めた。レオポルド・アウアーの娘のナデージダ・アウアーと結婚した。
1906年にモスクワ人民音楽院の創設者となった。1909年にはセルゲイ・タネーエフの協奏的組曲の初演を行っている。ロシア革命ならびにロシア内戦時には、戦火を避けてクリミアに移り、その後シベリアに疎開して住んだ。
そしてその後再びモスクワに戻り、1923年から母校のモスクワ音楽院の教授として教鞭をとった。彼の学生には、アンドレイ・アブラメンコフ、イヴァン・ガラミアン、コンスタンチン・モストラスほかがいる。1925年にはロシア連邦共和国功労芸術家の称号を贈られた。
1961年、モスクワ州のニコリナ・ガラー(Николина Гора)で死去。モスクワのアルメニア人墓地に眠っている。

## 家族・親族
- 妻：ナデージダ・アウアー(1876～1976)
- 娘：ナタリア・ボリソヴナ・シボーはハープ奏者で音楽教育家となり、グネーシン音楽大学教授であった。
- 娘：リサ・シボーは16歳で狂犬病のため死去。